# Prémios Emmy do Primetime de 2018
A 70.ª edição dos Prémios Emmy do Primetime premiou os melhores programas de televisão no horário nobre dos Estados Unidos exibidos no período de 1.º de junho de 2017 até 31 de maio de 2018, conforme escolhido pela Academia de Artes e Ciências da Televisão. A cerimônia foi realizada no domingo, 17 de setembro de 2018 no Microsoft Theater, no centro de Los Angeles, Califórnia, sendo transmitida nos EUA pela NBC, e teve como apresentadores Michael Che e Colin Jost. O Emmy do Primetime Creative Arts foi realizado na semana anterior, em 8 e 9 de setembro. As nomeações foram anunciadas por Samira Wiley e Ryan Eggold em 12 de julho de 2018.

## Vencedores e Indicados
Vencedores em Negrito.

### Programas
| Melhor série de comédia - The Marvelous Mrs. Maisel (Amazon Prime Video) - Atlanta (FX) - Barry (HBO) - Black-ish (ABC) - Curb Your Enthusiasm (HBO) - GLOW (Netflix) - Silicon Valley (HBO) - Unbreakable Kimmy Schmidt (Netflix)                            | Melhor série dramática - Game of Thrones (HBO) - The Americans (FX) - The Crown (Netflix) - The Handmaid's Tale (Hulu) - Stranger Things (Netflix) - This Is Us (NBC) - Westworld (HBO)                                       |
| Melhor Talk Show - Last Week Tonight with John Oliver (HBO) - The Daily Show with Trevor Noah (HBO) - Full Frontal with Samantha Bee (TBS) - Jimmy Kimmel Live! (ABC) - The Late Late Show with James Corden (CBS) - The Late Show with Stephen Colbert (CBS) | Melhor programa de esquetes - Saturday Night Live (NBC) - At Home with Amy Sedaris (truTV) - Drunk History (Comedy Central) - I Love You, America with Sarah Silverman (Hulu) - Portlandia (IFC) - Tracey Ullman's Show (HBO) |
| Melhor série limitada - The Assassination of Gianni Versace: American Crime Story (FX) - Genius: Picasso (Nat Geo) - Godless (Netflix) - Patrick Melrose (Showtime) - The Alienist (TNT)                                                                      | Melhor Telefilme - Black Mirror: "USS Callister" (Netflix) - Fahrenheit 451 (HBO) - Flint (Lifetime) - Paterno (HBO) - The Tale (HBO)                                                                                         |
| Melhor reality show de competição - RuPaul's Drag Race (VH1) - American Ninja Warrior (NBC) - Project Runway (Lifetime) - The Amazing Race (CBS) - The Voice (NBC) - Top Chef (Bravo)                                                                         | |

### Atuação

#### Atuação principal
| Melhor ator principal em série de comédia - Bill Hader como Barry Berkman/Barry Block por Barry (Episódio: "Chapter Seven: Loud, Fast, and Keep Going") (HBO) - Anthony Anderson como Andre "Dre" Johnson, Sr. por Black-ish (Episódio: "Advance to Go (Collect $200)") (ABC) - Ted Danson como Michael por The Good Place (Episódio: "Dance Dance Resolution") (NBC) - Larry David como Larry David por Curb Your Enthusiasm (Episódio: "Fatwa!") (HBO) - Donald Glover como Earnest "Earn" Marks/Teddy Perkins por Atlanta (Episódio: "Teddy Perkins") (FX) - William H. Macy como Frank Gallagher por Shameless (Episódio: "Sleepwalking") (Showtime) | Melhor atriz principal em série de comédia - Rachel Brosnahan como Miriam "Midge" Maisel por The Marvelous Mrs. Maisel (Episódio: "Thank You and Good Night") (Amazon Prime Video) - Pamela Adlon como Sam Fox por Better Things (Episódio: "Eulogy") (FX) - Allison Janney como Bonnie Plunkett por Mom (Episódio: "Phone Confetti and a Wee Dingle") (CBS) - Issa Rae como Issa Dee por Insecure (Episódio: "Hella Great") (HBO) - Tracee Ellis Ross como Dr.ª Rainbow "Bow" Johnson por Black-ish (Episódio: "Elder. Scam.") (ABC) - Lily Tomlin como Frankie Bergstein por Grace and Frankie (Episódio: "The Home") (Netflix)                       |
| Melhor ator principal em série dramática - Matthew Rhys como Philip Jennings por The Americans (Episódio: "START") (FX) - Jason Bateman como Marty Byrde por Ozark (Episódio: "The Toll") (Netflix) - Sterling K. Brown como Randall Pearson por This Is Us (Episódio: "Number Three") (NBC) - Ed Harris como Homem de Preto/William por Westworld (Episódio: "Vanishing Point") (HBO) - Milo Ventimiglia como Jack Pearson por This Is Us (Episódio: "The Car") (NBC) - Jeffrey Wright como Bernard Lowe por Westworld (Episódio: "The Passenger") (HBO)                                                                                                | Melhor atriz principal em série dramática - Claire Foy como Rainha Elizabeth II por The Crown (Episódio: "Dear Mrs. Kennedy") (Netflix) - Tatiana Maslany como várias personagens por Orphan Black (Episódio: "To Right the Wrongs of Many") (BBC America) - Elisabeth Moss como June Osborne/Offred por The Handmaid's Tale (Episódio: "The Last Ceremony") (Hulu) - Sandra Oh como Eve Polastri por Killing Eve (Episódio: "I Have a Thing About Bathrooms") (BBC America) - Keri Russell como Elizabeth Jennings por The Americans (Episódio: "The Summit") (FX) - Evan Rachel Wood como Dolores Abernathy por Westworld (Episódio: "Reunion") (HBO) |
| Melhor ator principal em série limitada ou telefilme - Darren Criss como Andrew Cunanan por The Assassination of Gianni Versace: American Crime Story (FX) - Antonio Banderas como Pablo Picasso por Genius: Picasso (Nat Geo) - Benedict Cumberbatch como Patrick Melrose por Patrick Melrose (Showtime) - Jeff Daniels como John P. O'Neill por The Looming Tower (Hulu) - Jesse Plemons como Capitão Robert Daly por Black Mirror: USS Callister (Netflix) - John Legend como Jesus Cristo por Jesus Christ Superstar Live in Concert (NBC) | Melhor atriz principal em série limitada ou telefilme - Regina King como Latrice Butler por Seven Seconds (Netflix) - Jessica Biel como Cora Tannetti por The Sinner (USA) - Laura Dern como Jennifer Fox por The Tale (HBO) - Michelle Dockery como Alice Fletcher por Godless (Netflix) - Edie Falco como Leslie Abramson por Law & Order True Crime: The Menendez Murders (NBC) - Sarah Paulson como Ally Mayfair-Richards por American Horror Story: Cult (FX) |

#### Atuação coadjuvante
| Melhor ator coadjuvante em série de comédia - Henry Winkler como Gene Cousineau por Barry (Episódio: "Chapter Four: Commit ... to YOU") (HBO) - Louie Anderson como Christine Baskets por Baskets (Episódio: "Thanksgiving") (FX) - Alec Baldwin como Donald Trump por Saturday Night Live (Episódio: "Host: Donald Glover") (NBC) - Tituss Burgess como Titus Andromedon por Unbreakable Kimmy Schmidt (Episódio: "Kimmy and the Beest!") (Netflix) - Brian Tyree Henry como Alfred "Paper Boi" Miles por Atlanta (Episódio: "Woods") (FX) - Tony Shalhoub como Abraham "Abe" Weissman por The Marvelous Mrs. Maisel (Episódio: "Thank You and Good Night") (Amazon Prime Video) - Kenan Thompson como vários personagens por Saturday Night Live (Episódio: "Host: John Mulaney") (NBC)                                                                          | Melhor atriz coadjuvante em série de comédia - Alex Borstein como Susie Myerson por The Marvelous Mrs. Maisel (Episódio: "Doink") (Amazon Prime Video) - Zazie Beetz como Vanessa "Van" Keefer por Atlanta (Episódio: "Helen") (FX) - Aidy Bryant como várias personagens por Saturday Night Live (Episódio: "Host: Chadwick Boseman") (NBC) - Betty Gilpin como Debbie "Liberty Belle" Eagan por GLOW (Episódio: "Debbie Does Something") (Netflix) - Leslie Jones como várias personagens por Saturday Night Live (Episódio: "Host: Donald Glover") (NBC) - Kate McKinnon como várias personagens por Saturday Night Live (Episódio: "Host: Bill Hader") (NBC) - Laurie Metcalf como Jackie Harris por Roseanne (Episódio: "No Country for Old Women") (ABC) - Megan Mullally como Karen Walker por Will & Grace (Episódio: "Rosario's Quinceanera") (NBC) |
| Melhor ator coadjuvante em série dramática - Peter Dinklage como Tyrion Lannister por Game of Thrones (Episódio: "The Dragon and the Wolf") (HBO) - Nikolaj Coster-Waldau como Jaime Lannister por Game of Thrones (Episódio: "The Spoils of War") (HBO) - Joseph Fiennes como Fred Waterford por The Handmaid's Tale (Episódio: "First Blood") (Hulu) - David Harbour como Jim Hopper por Stranger Things (Episódio: "Chapter Four: Will the Wise") (Netflix) - Mandy Patinkin como Saul Berenson por Homeland (Episódio: "Species Jump") (Showtime) - Matt Smith como Príncipe Philip, Duque de Edimburgo por The Crown (Episódio: "Mystery Man") (Netflix) | Melhor atriz coadjuvante em série dramática - Thandie Newton como Maeve Millay por Westworld (Episódio: "Akane no Mai") (HBO) - Alexis Bledel como Emily/Ofsteven por The Handmaid's Tale (Episódio: "Unwomen") (Hulu) - Ann Dowd como Tia Lydia por The Handmaid's Tale (Episódio: "June") (Hulu) - Lena Headey como Cersei Lannister por Game of Thrones (Episódio: "The Dragon and the Wolf") (HBO) - Millie Bobby Brown como Onze / Jane Ives por Stranger Things (Episódio: "Chapter Three: The Pollywog") (Netflix) - Vanessa Kirby como Princesa Margaret por The Crown (Episódio: "Beryl") (Netflix) - Yvonne Strahovski como Serena Joy Waterford por The Handmaid's Tale (Episódio: "Women's Work") (Hulu) |
| Melhor ator coadjuvante em série limitada ou telefilme - Jeff Daniels como Frank Griffin por Godless (Episódio: "An Incident at Creede") (Netflix) - Ricky Martin como Antonio D'Amico por The Assassination of Gianni Versace: American Crime Story (Episódio: "The Man Who Would Be Vogue") (FX) - Michael Stuhlbarg como Richard Clarke por The Looming Tower (Episódio: "9/11") (Hulu) - John Leguizamo como Jacob Vazquez por Waco (Episódio: "The Strangers Across the Street") (Paramount Network) - Finn Wittrock como Jeffrey Trail por The Assassination of Gianni Versace: American Crime Story (Episódio: "Don't Ask, Don't Tell") (FX) - Édgar Ramírez como Gianni Versace por The Assassination of Gianni Versace: American Crime Story (Episódio: "Ascent") (FX) - Brandon Victor Dixon como Judas por Jesus Christ Superstar Live in Concert (NBC) | Melhor atriz coadjuvante em série limitada ou telefilme - Merritt Wever como Mary Agnes McNue por Godless (Episódio: "The Ladies of La Belle") (Netflix) - Adina Porter como Beverly Hope por American Horror Story: Cult (Episódio: "9/11") (FX) - Judith Light como Marilyn Miglin por The Assassination of Gianni Versace: American Crime Story (Episódio: "A Random Killing") (FX) - Letitia Wright como Nish por Black Mirror: Black Museum (Netflix) - Penélope Cruz como Donatella Versace por The Assassination of Gianni Versace: American Crime Story (Episódio: "Ascent") (FX) - Sara Bareilles como Maria Madalena por Jesus Christ Superstar Live in Concert (NBC) |

### Direção
| Melhor direção em série de comédia - The Marvelous Mrs. Maisel (Episódio: "Pilot"), dirigido por Amy Sherman-Palladino (Amazon Prime Video) - Atlanta (Episódio: "FUBU"), dirigido por Donald Glover (FX) - Atlanta (Episódio: "Teddy Perkins"), dirigido por Hiro Murai (FX) - Barry (Episódio: "Chapter One: Make Your Mark"), dirigido por Bill Hader (HBO) - The Big Bang Theory (Episódio: "The Bow Tie Asymmetry"), dirigido por Mark Cendrowski (CBS) - GLOW (Episódio: "Pilot"), dirigido por Jesse Peretz (Netflix) - Silicon Valley (Episódio: "Initial Coin Offering"), dirigido por Mike Judge (HBO) | Melhor direção em série dramática - The Crown (Episódio: "Paterfamilias"), dirigido por Stephen Daldry (Netflix) - Game of Thrones (Episódio: "Beyond the Wall"), dirigido por Alan Taylor (HBO) - Game of Thrones (Episódio: "The Dragon and the Wolf"), dirigido por Jeremy Podeswa (HBO) - The Handmaid's Tale (Episódio: "After"), dirigido por Kari Skogland (Hulu) - Ozark (Episódio: "The Toll"), dirigido por Jason Bateman (Netflix) - Ozark (Episódio: "Tonight We Improvise"), dirigido por Daniel Sackheim (Netflix) - Stranger Things (Episódio: "Chapter Nine: The Gate"), dirigido por The Duffer Brothers (Netflix) |
| Melhor direção em especial de variedades - Oscar 2018, dirigido por Glenn Weiss (ABC) - Dave Chappelle: Equanimity, dirigido por Stan Lathan (Netflix) - Jerry Before Seinfeld, dirigido por Michael Bonfiglio (Netflix) - Steve Martin & Martin Short: An Evening You Will Forget For The Rest Of Your Life, dirigido por Marcus Raboy (Netflix) - Show de intervalo do Super Bowl LII com Justin Timberlake, dirigido por Hamish Hamilton (NBC) | Melhor direção em série limitada, telefilme ou especial dramático - The Assassination of Gianni Versace: American Crime Story (Episódio: "The Man Who Would Be Vogue"), dirigido por Ryan Murphy (FX) - Godless, dirigido por Scott Frank (Netflix) - Jesus Christ Superstar Live in Concert, dirigido por David Leveaux e Alex Rudzinski (NBC) - The Looming Tower (Episódio: "9/11"), dirigido por Craig Zisk (Hulu) - Paterno, dirigido por Barry Levinson (HBO) - Patrick Melrose, dirigido por Edward Berger (Showtime) - Twin Peaks, dirigido por David Lynch (Showtime)                                                      |

### Roteiro
| Melhor roteiro em série de comédia - The Marvelous Mrs. Maisel (Episódio: "Pilot"), escrito por Amy Sherman-Palladino (Amazon Prime Video) - Atlanta (Episódio: "Alligator Man"), escrito por Donald Glover (FX) - Atlanta (Episódio: "Barbershop"), escrito por Stefani Robinson (FX) - Barry (Episódio: "Chapter One: Make Your Mark"), escrito por Alec Berg e Bill Hader (HBO) - Barry (Episódio: "Chapter Seven: Loud, Fast, and Keep Going"), escrito por Liz Sarnoff (HBO) - Silicon Valley (Episódio: "Fifty-One Percent"), escrito por Alec Berg (HBO)                                   | Melhor roteiro em série dramática - The Americans (Episódio: "START"), escrito por Joel Fields e Joe Weisberg (FX) - The Crown (Episódio: "Mystery Man"), escrito por Peter Morgan (Netflix) - Game of Thrones (Episódio: "The Dragon and the Wolf"), escrito por David Benioff e D. B. Weiss (HBO) - The Handmaid's Tale (Episódio: "June"), escrito por Bruce Miller (Hulu) - Killing Eve (Episódio: "Nice Face"), escrito por Phoebe Waller-Bridge (BBC America) - Stranger Things (Episódio: "Chapter Nine: The Gate"), escrito por The Duffer Brothers (Netflix) |
| Melhor roteiro de especial de variedades - John Mulaney: Kid Gorgeous at Radio City, escrito por John Mulaney (Netflix) - Full Frontal with Samantha Bee Presents: The Great American Puerto Rico, escrito por Samantha Bee, Pat Cassels, Mike Drucker, Eric Drysdale, Mathan Erhardt, Miles Kahn e Nicole Silverberg (TBS) - Michelle Wolf: Nice Lady, escrito por Michelle Wolf (HBO) - Patton Oswalt: Annihilation, escrito por Patton Oswalt (Netflix) - Steve Martin & Martin Short: An Evening You Will Forget for the Rest of Your Life, escrito por Steve Martin e Martin Short (Netflix) | Melhor roteiro para série limitada, telefilme ou especial dramático - Black Mirror: USS Callister, escrito por William Bridges e Charlie Brooker (Netflix) - American Vandal (Episódio: "Clean Up"), escrito por Kevin McManus e Matthew McManus (Netflix) - The Assassination of Gianni Versace: American Crime Story (Episódio: "House by the Lake"), escrito por Tom Rob Smith (FX) - Godless, escrito por Scott Frank (Netflix) - Patrick Melrose, escrito por David Nicholls (Showtime) - Twin Peaks, escrito por Mark Frost e David Lynch (Showtime)            |